# Yangcheon-gu
Yangcheon-gu (양천구) ist einer der 25 Stadtteile Seouls und liegt am westlichen Stadtrand. Die Einwohnerzahl beträgt 451.541 (Stand: Mai 2021).

## Bezirke

Yangcheon-gu besteht aus 19 Dongs:
- Mok-dong 1, 2, 3, 4, 5
- Sinjeong-dong 1, 2, 3, 4, 5, 6, 7
- Sinwol-dong  1, 2, 3, 4, 5, 6, 7

## Medien
Mok-dong ist Sitz der privaten Rundfunk- und Fernsehanstalt Seoul Broadcasting System (SBS).